# Tortella hosseusii
Tortella hosseusii är en bladmossart som beskrevs av Theodor Carl Karl Julius Herzog 1939. Tortella hosseusii ingår i släktet kalkmossor, och familjen Pottiaceae. Inga underarter finns listade i Catalogue of Life.